# 栄町 (羽村市)
栄町（さかえちょう）は、東京都羽村市の町名。現行行政地名は栄町一丁目から栄町三丁目。住居表示未実施区域。

## 地理
羽村市の北部に位置し、南に緑ヶ丘、西に羽加美、北西に小作台、北に青梅市末広町、北東に青梅市新町と接している。

## 世帯数と人口
2025年（令和7年）7月1日現在（羽村市発表）の世帯数と人口は以下の通りである。なお、三丁目の人口は0人のため、省略する。
| 丁目       | 世帯数    | 人口    |
| ---------- | --------- | ------- |
| 栄町一丁目 | 1,198世帯 | 2,166人 |
| 栄町二丁目 | 1,482世帯 | 2,765人 |
| 計         | 2,680世帯 | 4,931人 |

### 人口の変遷
国勢調査による人口の推移。
| 年                 | 人口  |
| ------------------ | ----- |
| 1995年（平成7年）  | 5,445 |
| 2000年（平成12年） | 5,635 |
| 2005年（平成17年） | 5,636 |
| 2010年（平成22年） | 5,451 |
| 2015年（平成27年） | 5,271 |
| 2020年（令和2年）  | 5,236 |

### 世帯数の変遷
国勢調査による世帯数の推移。
| 年                 | 世帯数 |
| ------------------ | ------ |
| 1995年（平成7年）  | 2,297  |
| 2000年（平成12年） | 2,410  |
| 2005年（平成17年） | 2,655  |
| 2010年（平成22年） | 2,637  |
| 2015年（平成27年） | 2,562  |
| 2020年（令和2年）  | 2,527  |

## 学区
市立小・中学校に通う場合、学区は以下の通りとなる（2012年6月時点）。
- 区域 : 一丁目〜三丁目 各全域
  - 小学校 : 羽村市立栄小学校
  - 中学校 : 羽村市立羽村第二中学校

## 交通

### 道路
- 東京都道249号福生青梅線

## 事業所
2021年（令和3年）現在の経済センサス調査による事業所数と従業員数は以下の通りである。
| 丁目       | 事業所数  | 従業員数 |
| ---------- | --------- | -------- |
| 栄町一丁目 | 59事業所  | 573人    |
| 栄町二丁目 | 60事業所  | 1,027人  |
| 栄町三丁目 | 33事業所  | 2,786人  |
| 計         | 152事業所 | 4,386人  |

### 事業者数の変遷
経済センサスによる事業所数の推移。
| 年                 | 事業者数 |
| ------------------ | -------- |
| 2016年（平成28年） | 168      |
| 2021年（令和3年）  | 152      |

### 従業員数の変遷
経済センサスによる従業員数の推移。
| 年                 | 従業員数 |
| ------------------ | -------- |
| 2016年（平成28年） | 4,326    |
| 2021年（令和3年）  | 4,386    |

## 施設
- 羽村市立栄小学校

## その他

### 日本郵便
- 郵便番号 : 205-0002[3]（集配局 : 羽村郵便局[15]）。